# Pierre-Paul-Etienne Alombert-Goget
Pierre-Paul-Etienne Alombert-Goget, francoski general, * 17. januar 1888, Pariz, † 12. september 1972, Saint-Cyr-au-Mont-d'Or.